# Sagrada Família d'Igualada
La Sagrada Família d'Igualada és una església del municipi d'Igualada (Anoia). Està protegida com a bé cultural d'interès local.

## Descripció
El conjunt arquitectònic està format per dos edificis: la rectoria i l'església. Aquesta última està dividida en tres cossos que són: la nau principal, l'altar del Santíssim i la sagristia, units per una torre que fa de campanar. Els edificis estan rodejats per un gran finestral a la part superior, sense cap més obertura; les parets de totxo vist i les arestes romes. A l'interior de la nau principal hi ha columnes de totxo i una estructura metàl·lica que la cobreix. Tots els edificis són de quatre vessants fibrociment i coronats per una claraboia en forma de llanternó. Tots els materials de construcció: bigues metàl·liques formigó i totxo; són vistos, sense cap mena de falsejament. Hi ha absència d'elements ornamentals, a excepció de les tres talles de Jesús, Josep i Maria, que representen la Sagrada Família, tallades en fusta de bedoll per l'escultor Joan Mayné i Torras, situades en la part de l'altar major.

## Història
L'engrandiment i importància que pren un nou barri a Igualada, el "Poble Sec", provoca la necessitat d'una nova església parroquial. El projecte fou realitzat per l'equip d'arquitectes compost per Josep Maria Martorell i Codina, Oriol Bohigas i Guardiola i David Mackay, dirigint les obres aquest últim. És un edifici representatiu de l'arquitectura religiosa postconciliar.

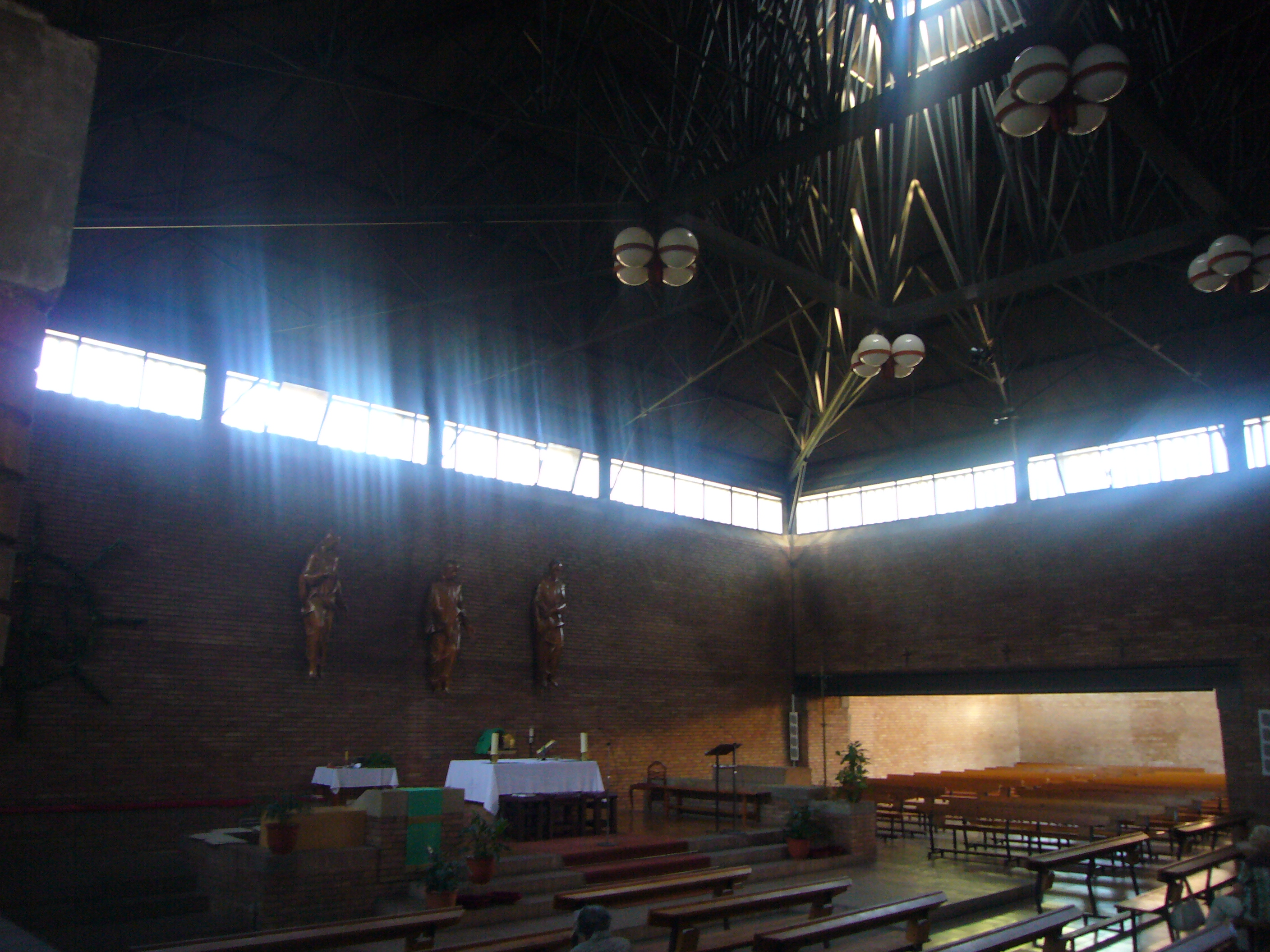
Interior
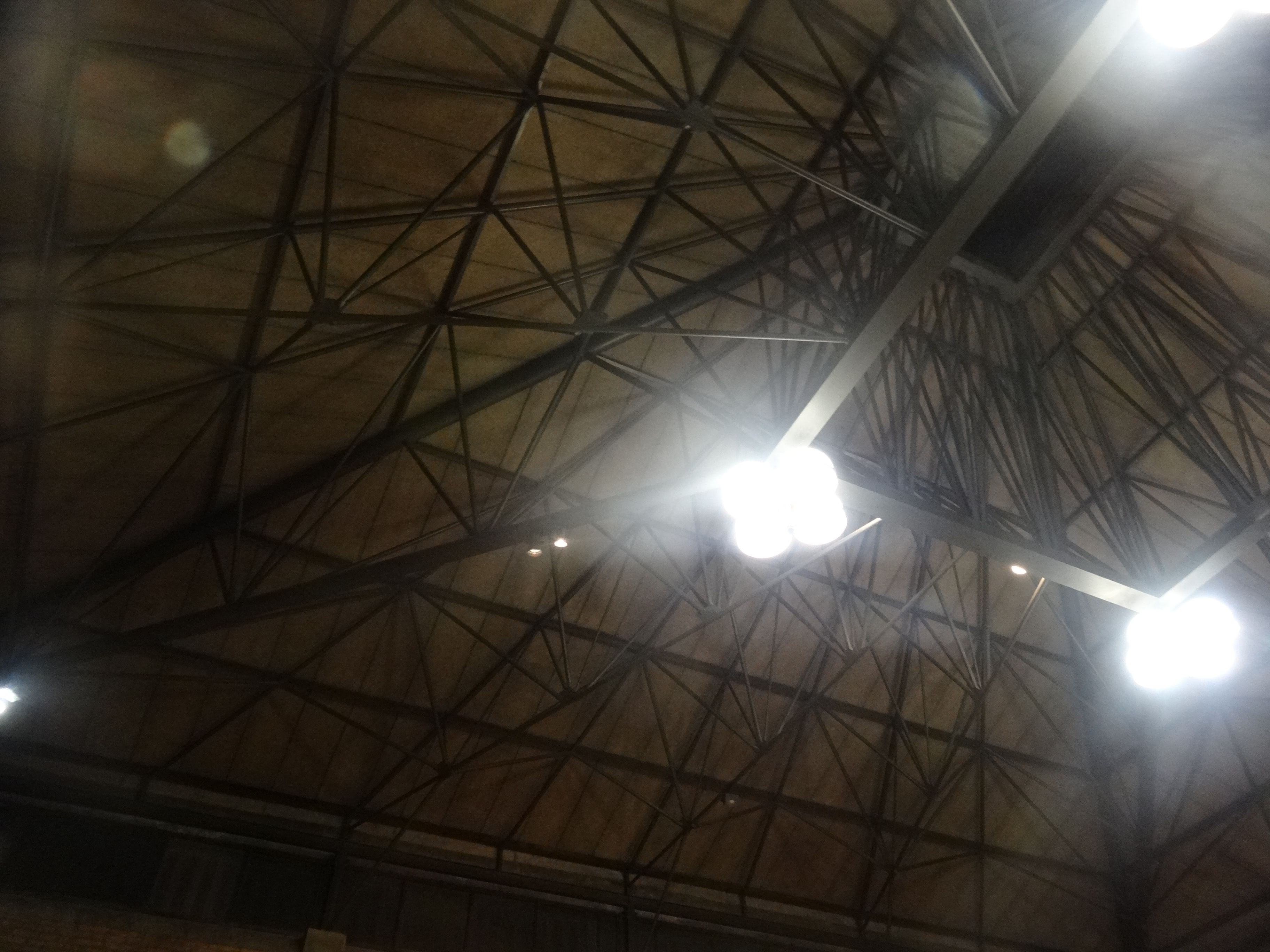
Estructura del sostre
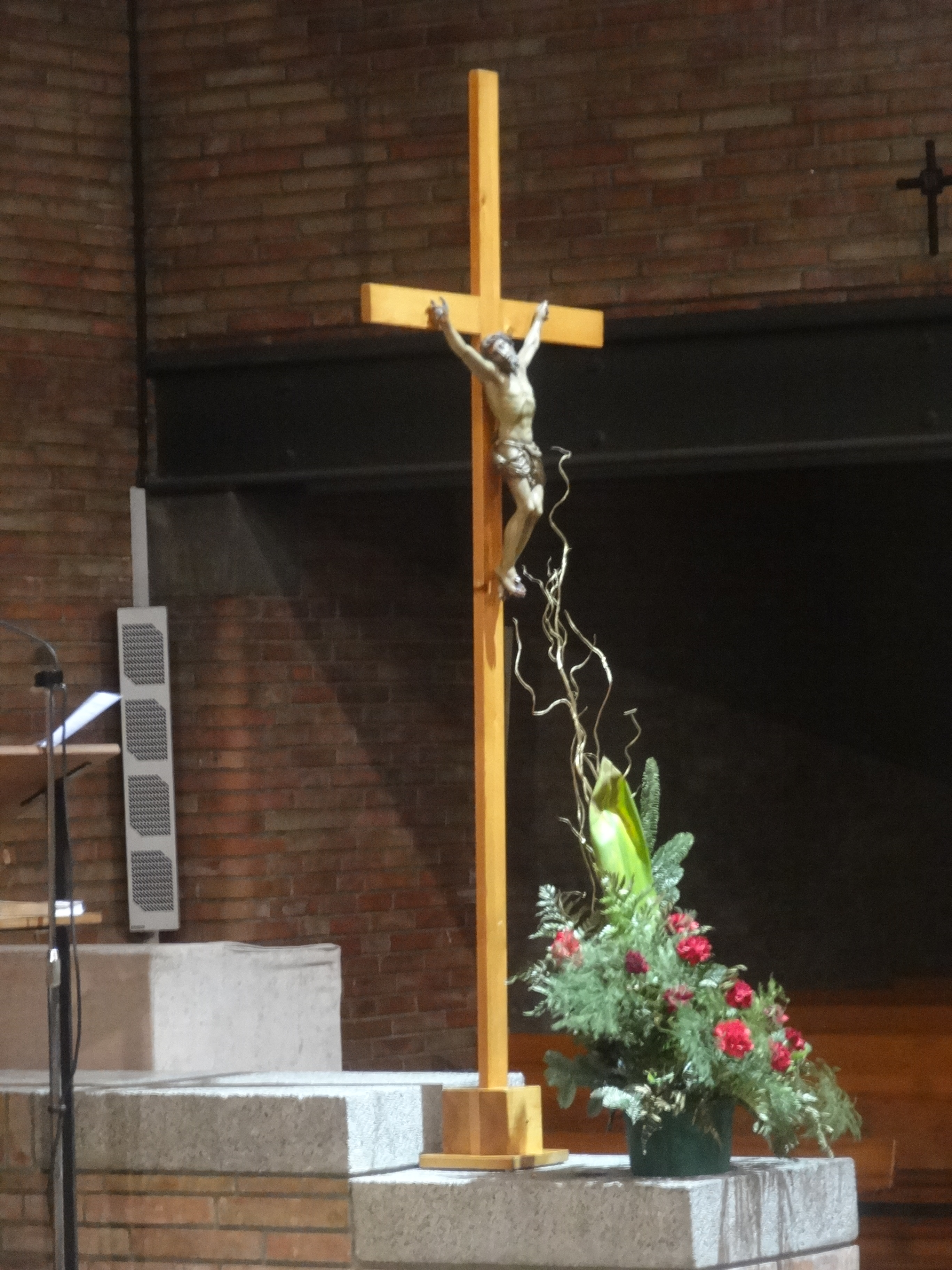
Crucifix
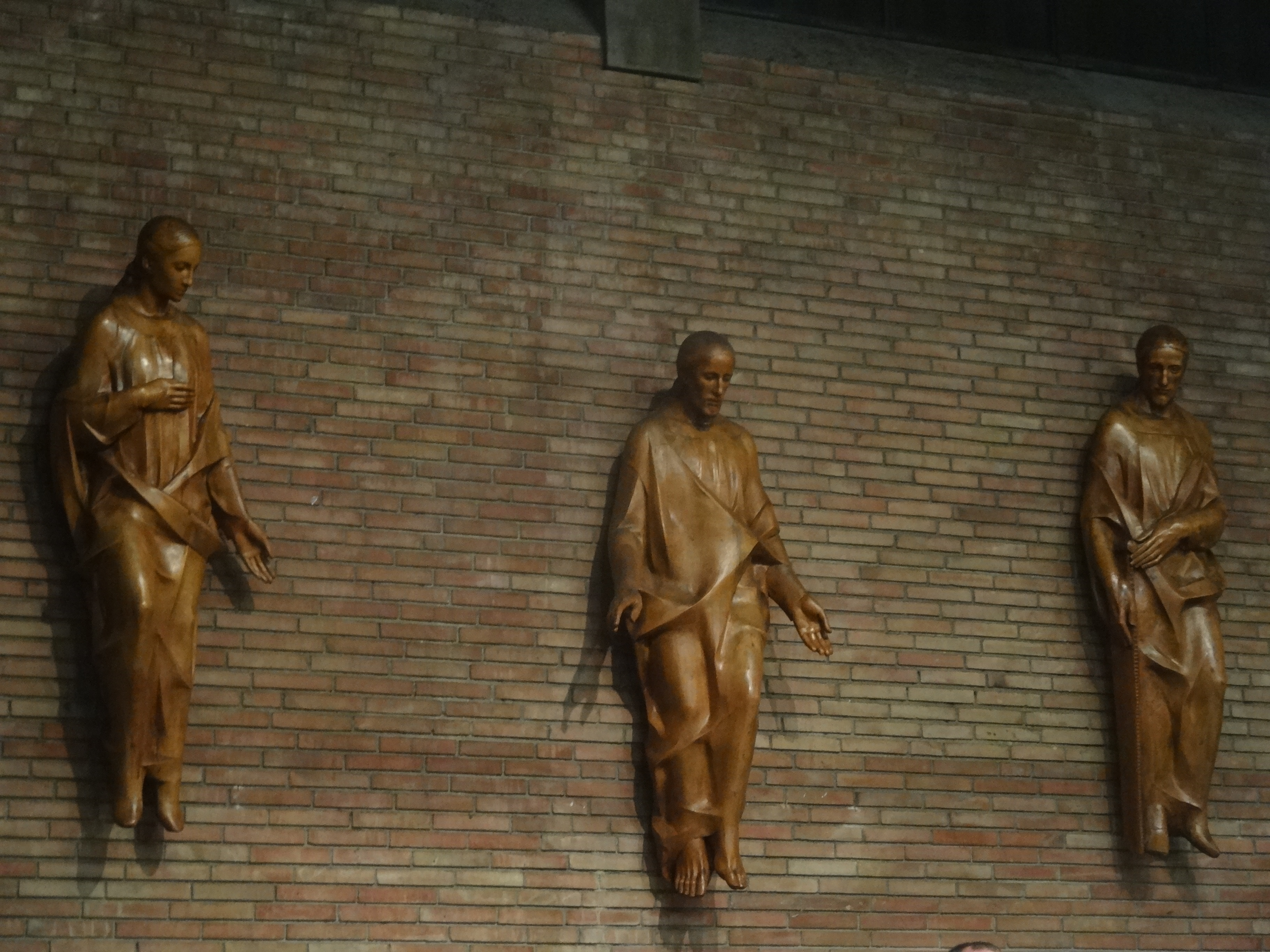
Escultures de la Sagrada Família obra de Joan Mayné i Torras